# Lecanorchis
Lecanorchis – rodzaj roślin jednoliściennych z rodziny storczykowatych (Orchidaceae). Obejmuje 23 gatunki spotykane w południowo-wschodniej Azji po Japonię na północy i wyspy na Pacyfiku. Należą tu myko-heterotroficzne rośliny zielne.

## Morfologia
Organy podziemneKłącza pełzające lub wzniesione, cylindryczne i smukłe, sztywne lub nieco mięsiste, proste lub rozgałęzione.
ŁodygaWzniesiona, cienka, rozgałęziona lub prosta, z nielicznymi pochwiastymi łuskami.
KwiatyZebrane po kilka do 10 w szczytowe grono. Przysadki małe, błoniaste. Kwiaty odwrócone, drobne lub średnich rozmiarów. Listki okwiatu wolne, podobne do siebie. Warżka u nasady frędzlowata, przy czym kanalikowate frędzle tworzą u nasady prętosłupa rurkę. W górnej części warżka bywa niepodzielona lub trójłatkowa. Prętosłup zwykle szczupły, lekko rozszerzony na wierzchołku. Pylnik dwukomorowy przy szczycie prętosłupa, z dwoma pyłkowinami, grudkowato-mączystymi.
OwoceCylindryczna torebka.

## Systematyka
Pozycja systematyczna według Angiosperm Phylogeny Website (aktualizowany system APG III z 2009)
Rodzaj należy do plemienia Vanilleae w podrodzinie Vanilloideae Szlachetko, stanowiącej jeden ze starszych kladów w obrębie rodziny storczykowatych (Orchidaceae).
Wykaz gatunków
- Lecanorchis betongensis Suddee & H.A.Pedersen
- Lecanorchis bicarinata Schltr.
- Lecanorchis cerina Fukuy.
- Lecanorchis japonica Blume
- Lecanorchis javanica Blume
- Lecanorchis kiusiana Tuyama
- Lecanorchis latens T.P.Lin & W.M.Lin
- Lecanorchis malaccensis Ridl.
- Lecanorchis moritae Suetsugu & T.C.Hsu
- Lecanorchis multiflora J.J.Sm.
- Lecanorchis neglecta Schltr.
- Lecanorchis nigricans Honda
- Lecanorchis ohwii Masam.
- Lecanorchis purpurea Masam.
- Lecanorchis sarawakensis Suetsugu & Naiki
- Lecanorchis sikkimensis N.Pearce & P.J.Cribb
- Lecanorchis suginoana (Tuyama) Seriz.
- Lecanorchis tabugawaensis Suetsugu & Fukunaga
- Lecanorchis taiwaniana S.S.Ying
- Lecanorchis thalassica T.P.Lin
- Lecanorchis triloba J.J.Sm.
- Lecanorchis vietnamica Aver.
- Lecanorchis virella T.Hashim.